# 1218.
◄ | 12. stoljeće | 13. stoljeće | 14. stoljeće | ►
◄ | 1180-ih | 1190-ih | 1200-ih | 1210-ih | 1220-ih | 1230-ih | 1240-ih | ►
◄◄ | ◄ | 1215. | 1216. | 1217. | 1218. | 1219. | 1220. | 1221. | ► | ►►
Arhitektura • Astronomija • Glazba • Knjige • Književnost • Kršćanstvo • Medicina • Pravo • Promet • Znanost

## Događaji
- Ivan Asen II. postao bugarski car.
- Osnovano sveučilište u gradu Salamanci.
- Mongolski osvajači do temelja sravnili starovjekovni grad Suzu.
- Sv. Petar Nolasco utemeljio u Barceloni Red Blažene Djevice Marije od Milosrđa.

## Smrti
- 19. svibnja – Oton IV., car Svetog Rimskog Carstva (*1175./1176.)

## Vanjske poveznice
|  | Zajednički poslužitelj ima još gradiva o temi 1218. |